# Katrina Gibbs
Katrina Gibbs (verheiratete Morrow; * 7. April 1959) ist eine ehemalige australische Hochspringerin.
1978 siegte sie bei den Commonwealth Games in Edmonton und stellte dabei mit 1,93 m einen Landesrekord auf, der 1985 von Christine Stanton gebrochen wurde.
Bei den Commonwealth Games 1982 in Brisbane wurde sie Achte.
1978 und 1982 wurde sie Australische Meisterin.